# Diskografie Emerson, Lake & Palmer
Toto je diskografie britské skupiny Emerson, Lake & Palmer.

## Studiová alba
| Rok  | Album                  | Pozice | Pozice | Ocenění                              |
| Rok  | Album                  | US     | UK     | Ocenění                              |
| ---- | ---------------------- | ------ | ------ | ------------------------------------ |
| 1970 | Emerson, Lake & Palmer | 18     | 4      | - US: Zlato                          |
| 1971 | Tarkus                 | 9      | 1      | - US: Zlato                          |
| 1972 | Trilogy                | 5      | 2      | - US: Zlato                          |
| 1973 | Brain Salad Surgery    | 11     | 2      | - US: Zlato - UK: Zlato              |
| 1977 | Works Volume 1         | 12     | 9      | - US: Zlato - UK: Zlato - CAN: Zlato |
| 1977 | Works Volume 2         | 37     | 20     | - US: Zlato                          |
| 1978 | Love Beach             | 55     | 48     | - US: Zlato - UK: Stříbro            |
| 1992 | Black Moon             | 78     | -      |                                      |
| 1994 | In the Hot Seat        | -      | -      |                                      |

## Koncertní alba
| Rok  | Album                                                                       | Billboard album 200 | UK Albums Chart | RIAA  | BPI     |
| ---- | --------------------------------------------------------------------------- | ------------------- | --------------- | ----- | ------- |
| 1971 | Pictures at an Exhibition                                                   | 10                  | 3               | Zlato | Stříbro |
| 1974 | Welcome Back My Friends to the Show That Never Ends... Ladies and Gentlemen | 4                   | 5               | Zlato | -       |
| 1979 | In Concert                                                                  | 73                  | -               | -     | -       |
| 1993 | Live at the Royal Albert Hall                                               | -                   | -               | -     | -       |
| 1993 | Works Live                                                                  | -                   | -               | -     | -       |
| 1997 | Live at the Isle of Wight Festival 1970                                     | -                   | -               | -     | -       |
| 1997 | Live in Poland                                                              | -                   | -               | -     | -       |
| 1997 | King Biscuit Flower Hour: Greatest Hits Live                                | -                   | -               | -     | -       |
| 1998 | Then and Now                                                                | -                   | -               | -     | -       |
| 2001 | The Original Bootleg Series from the Manticore Vaults: Volume One           | -                   | -               | -     | -       |
| 2001 | The Original Bootleg Series from the Manticore Vaults: Volume Two           | -                   | -               | -     | -       |
| 2002 | The Original Bootleg Series from the Manticore Vaults: Volume Three         | -                   | -               | -     | -       |
| 2006 | The Original Bootleg Series from the Manticore Vaults: Volume Four          | -                   | -               | -     | -       |
| 2010 | A Time and a Place                                                          | -                   | -               | -     | -       |
| 2010 | High Voltage                                                                | -                   | -               | -     | -       |
| 2011 | Live at Nassau Coliseum '78                                                 | -                   | -               | -     | -       |
| 2011 | Live at the Mar Y Sol Festival '72                                          | -                   | -               | -     | -       |
| 2012 | Live in California 1974                                                     | -                   | -               | -     | -       |

## Kompilace
| Rok  | Album                                                                            | Billboard album 200 | UK Albums Chart | RIAA | BPI   |
| ---- | -------------------------------------------------------------------------------- | ------------------- | --------------- | ---- | ----- |
| 1980 | The Best of Emerson, Lake & Palmer                                               | 108                 | -               | -    | Zlato |
| 1992 | The Atlantic Years                                                               | -                   | -               | -    | -     |
| 1993 | The Return of the Manticore                                                      | -                   | -               | -    | -     |
| 1994 | The Best of Emerson, Lake & Palmer                                               | -                   | -               | -    | -     |
| 1994 | Classic Rock featuring Lucky Man                                                 | -                   | -               | -    | -     |
| 2000 | The Very Best of Emerson, Lake & Palmer                                          | -                   | -               | -    | -     |
| 2000 | Emerson Lake & Palmer Extended Versions: The Encore Collection (Live Recordings) | -                   | -               | -    | -     |
| 2001 | Fanfare for the Common Man – The Anthology                                       | -                   | -               | -    | -     |
| 2003 | Reworks: Brain Salad Perjury                                                     | -                   | -               | -    | -     |
| 2004 | The Ultimate Collection                                                          | -                   | 43              | -    | -     |
| 2007 | The Essential Emerson, Lake & Palmer                                             | -                   | -               | -    | -     |
| 2007 | From the Beginning                                                               | -                   | -               | -    | -     |
| 2007 | Gold Edition                                                                     | -                   | -               | -    | -     |